# Design Web Format
DWF (ang. Design Web Format) – ogólnodostępny format pliku stworzony przez Autodesk na potrzeby przeglądania, drukowania bądź przesyłania plików projektowych typu CAD.
W związku z tym, że pliki DWF są skompresowane, zajmują mniej miejsca oraz są szybsze w transmisji niż standardowe pliki projektowe jak DWG czy DXF. Pliki DWF nie są jednak zamiennikiem DWG czy DXF. Służą jedynie projektantom, inżynierom czy innym członkom zespołu projektowego do konsultowania, przeglądania czy drukowania projektów. Osoby, do których trafiają pliki DWF, nie muszą posiadać, ani znać się na oprogramowaniu typu CAD. Do przeglądania służą darmowe programy (np. Autodesk Design Review).

## Systemy operacyjne
Przeglądarki DWF firmy Autodesk są tworzone głównie z myślą o Microsoft Windows, jednak narzędzia do przeglądania tego typu plików są dostępne również pod Linuksem czy OS X. W 2007 roku Autodesk stworzył internetową przeglądarkę plików typu DWF o nazwie Freewheel i umożliwia przeglądanie projektów bez konieczności instalowania oprogramowania.

## Historia
Po raz pierwszy format DWF pojawił się w 1995 roku jako część wtyczki Netscape Navigatora o nazwie „WHIP!”. Początkowo skrót DWF oznaczał Drawing Web Format i obsługiwał jedynie grafikę dwuwymiarową. Z biegiem czasu, gdy format zaczął być używany przez inne programy niż AutoCAD, zmienił nazwę na Design Web Format oraz zaczął obsługiwać również grafikę trójwymiarową. W tej chwili pliki DWF są generowane przez wszystkie produkty firmy Autodesk.